# Amiral Duperré
Az Amiral Duperré a Francia Haditengerészet (Marine nationale) egyedi építésű, barbettás pre-dreadnought csatahajója (cuirassé, cuirassé à barbettes) vagy más terminológia szerint barbettás páncélos sorhajója volt. Nevét Victor Guy Duperré (1775–1846) tengernagyról, a Francia Királyság pair-jéről, haditengerészeti és gyarmatügyi miniszterről kapta.

## Jellemzők

### Pályafutás
Az Amiral Duperré építése 1876. december 12-én vette kezdetét a La Seyne-Sur-Mer-i Forges et chantiers de la Méditerranée hajógyárban. Vízre 1879. szeptember 11-én bocsátották, szolgálatba állítására 1883. április 21-én történt. Pályafutása elején a földközi-tengeri hajórajban (escadre de la Méditerranée) szolgált, 1888. december 13-án hadgyakorlat során egy ágyúja hat halálesetet okozva felrobbant. 1898-tól az atlanti-óceánon, a bresti bázisú Északi Flotta (Flotte du Nord) állományába került. 1906. augusztusától leselejtezték, ezután már csak célhajónak használták, bontására 1909-ben került sor.

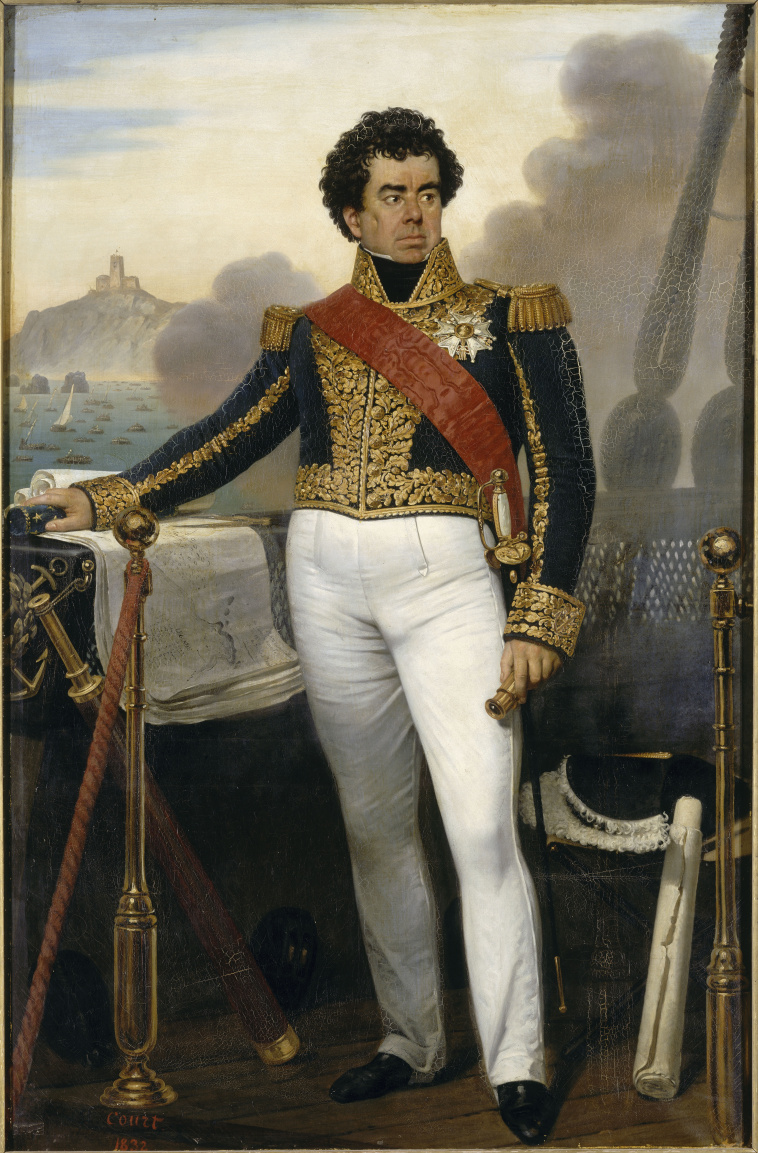
A hajó névadója, Victor Guy Duperré (1775-1846) francia tengernagy
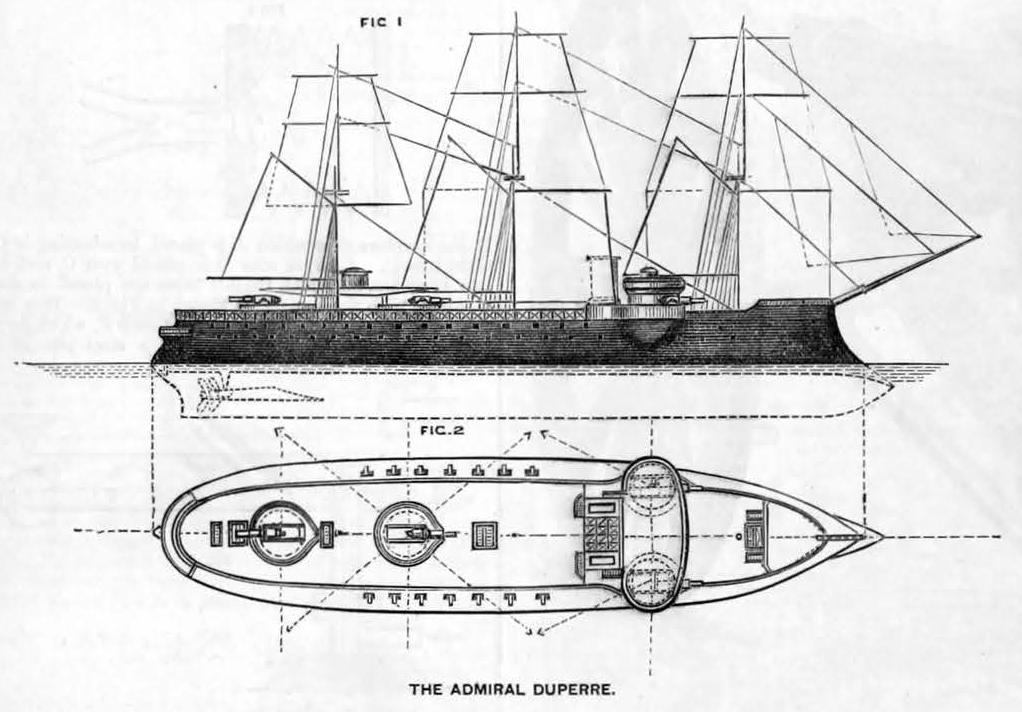
Az Amiral Duperré-t még eredeti kialakításában, vitorlákkal ábrázoló, 1882-es rajz
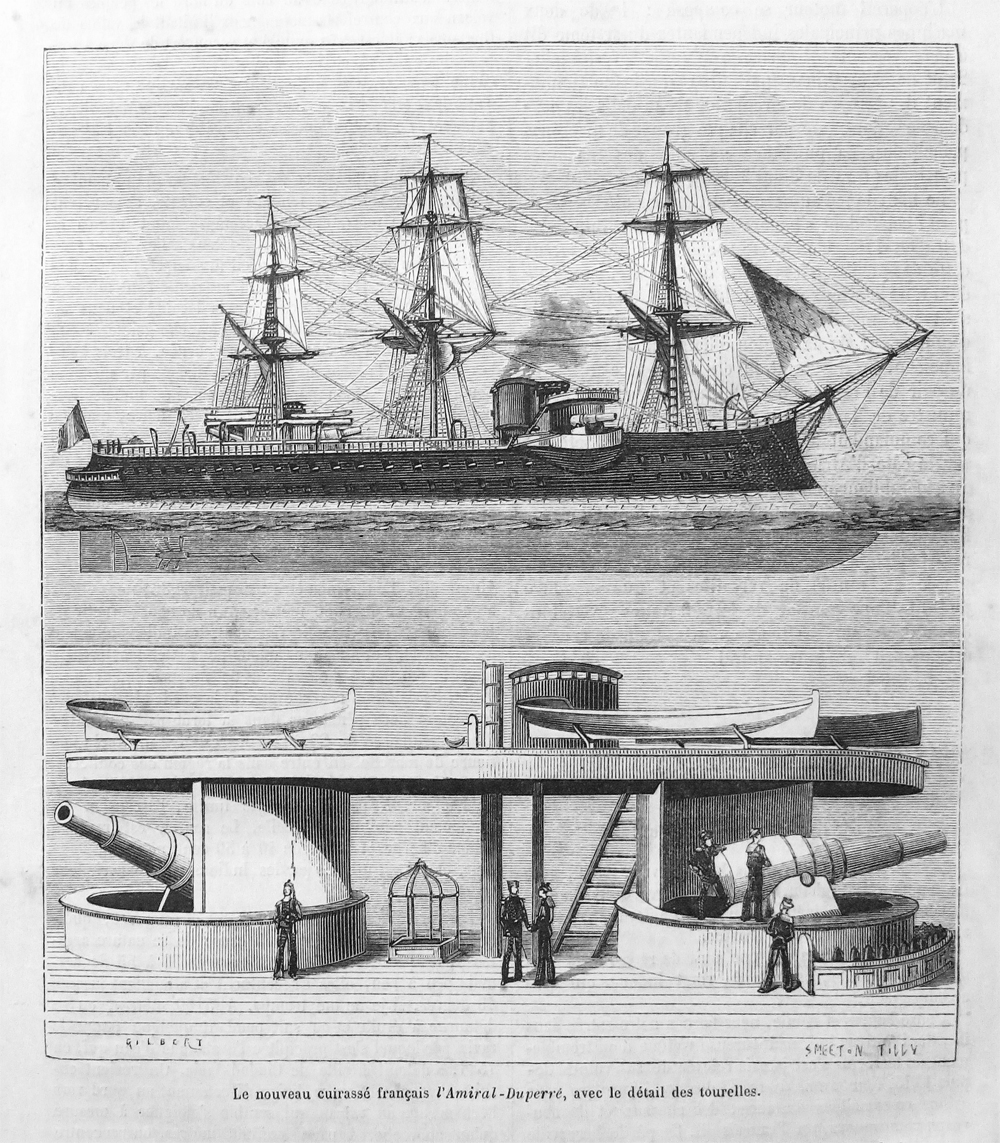
Az Amiral Duperré csatahajót és annak barbettáit ábrázoló rajz
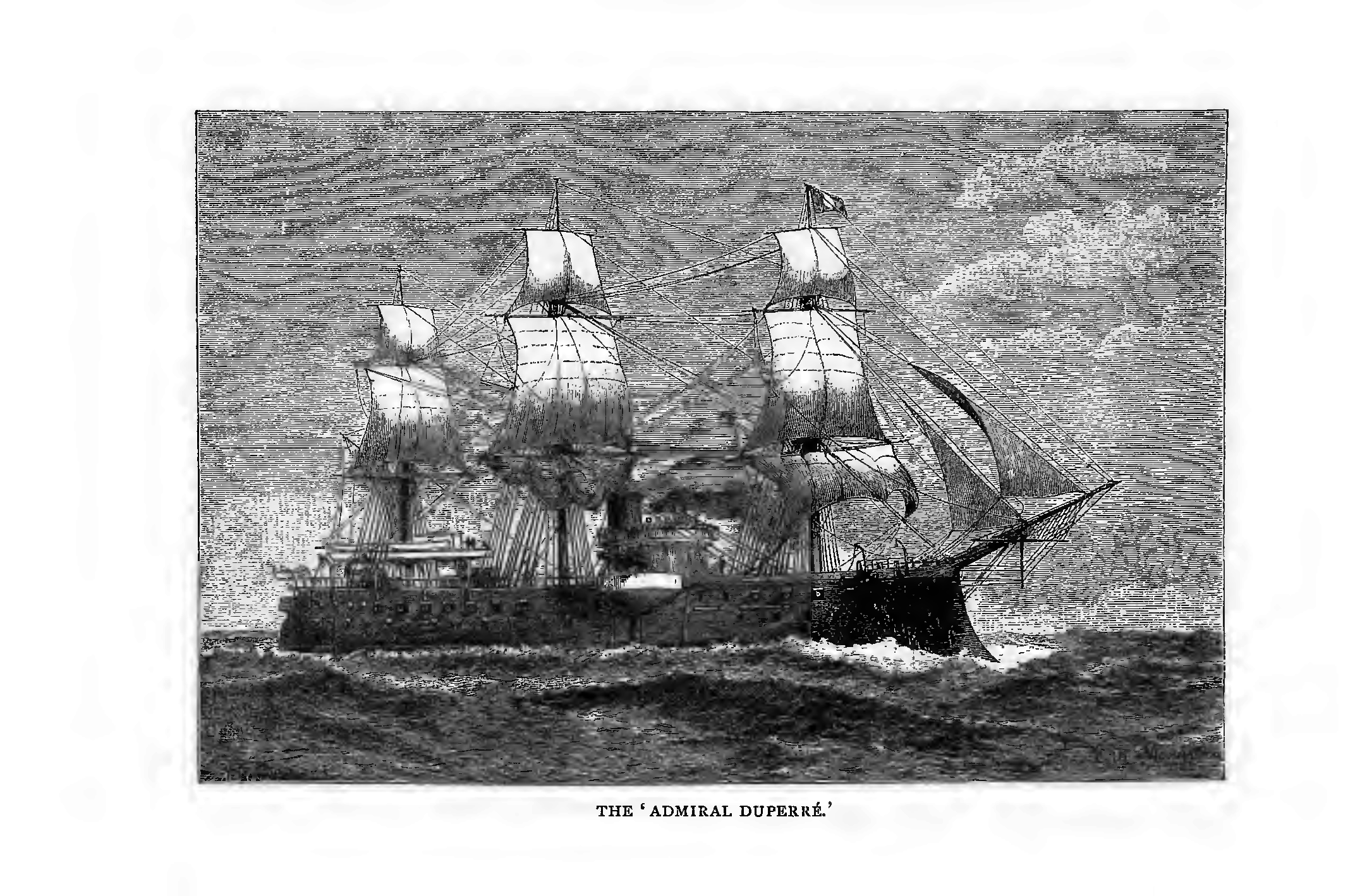
Az Admiral Duperré pályafutása elején, még vitorlákkal
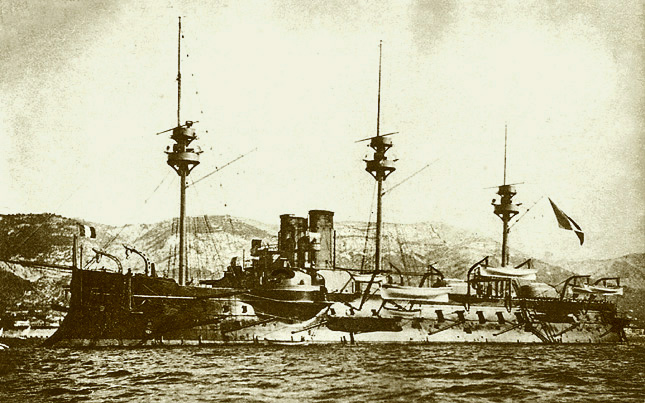
Az Admiral Duperré korszerűsítése után, vitorlák helyett három csataárboccal felszerelve
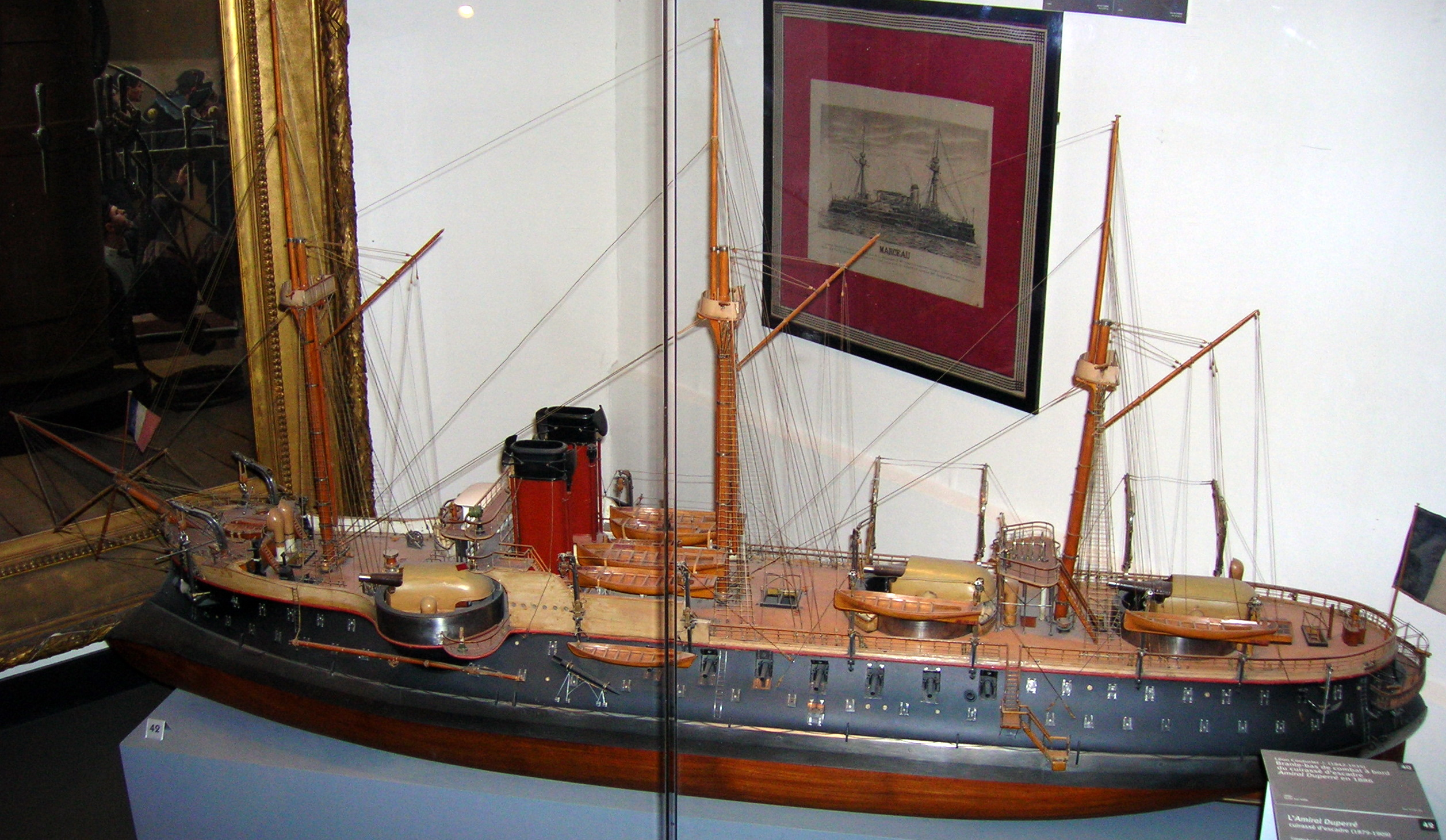
Az Amiral Duperré csatahajót ábrázoló modell
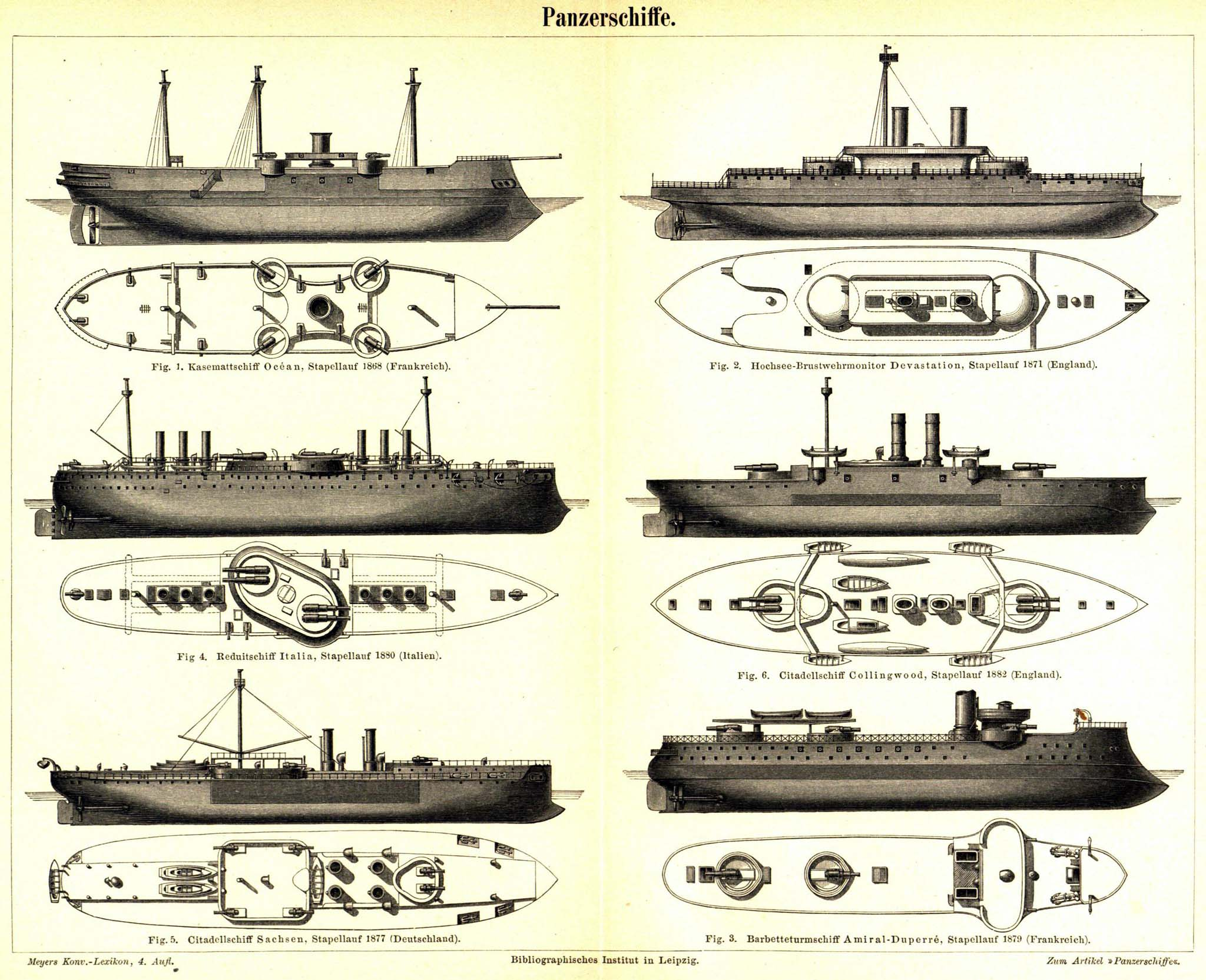
Nehéz páncélos hajók jellegrajzai a 19. századból, a jobb alsó sarokban láthat az Amiral Duperré

### Dizájn
Az Amiral Duperré szakított az őt közvetlenül megelőző, francia központi üteges csatahajók (cuirassé à réduit) a Redoutable, és a  Dévastation osztály: Dévastation, Courbet dizájnjával, és fő tüzérsége elsőként jobb kilövést biztosító, nyitott barbettákban került elhelyezésre. Nagy szabad oldalmagassága kiváló tengerállóságot kölcsönzött neki. A fő tüzérség 4 db 340 mm-es lövege közül kettő elől, párhuzamosan a felépítmény előtt került beépítésre. A további kettő pedig a felépítmény után, egymás mögött a hajó középvonalában, valamennyi nyitott barbettákban. Az Amiral Duperré a gyors technikai fejlődés következtében már az 1890-es évekre elavult.

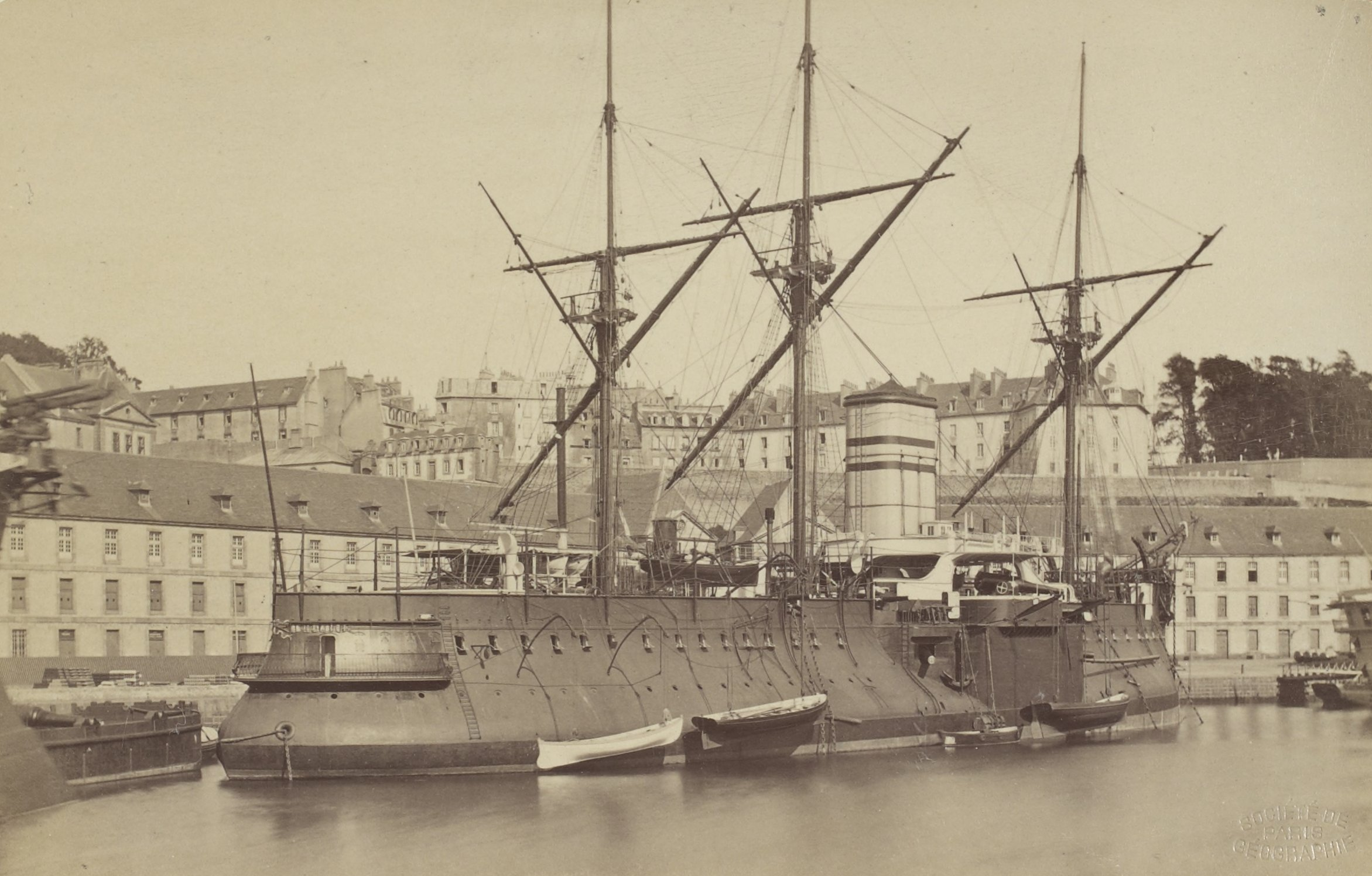
Az Amiral Duperré egyik elődje, a Redoutable francia központi üteges csatahajó 1882-ben, még vitorlákkal
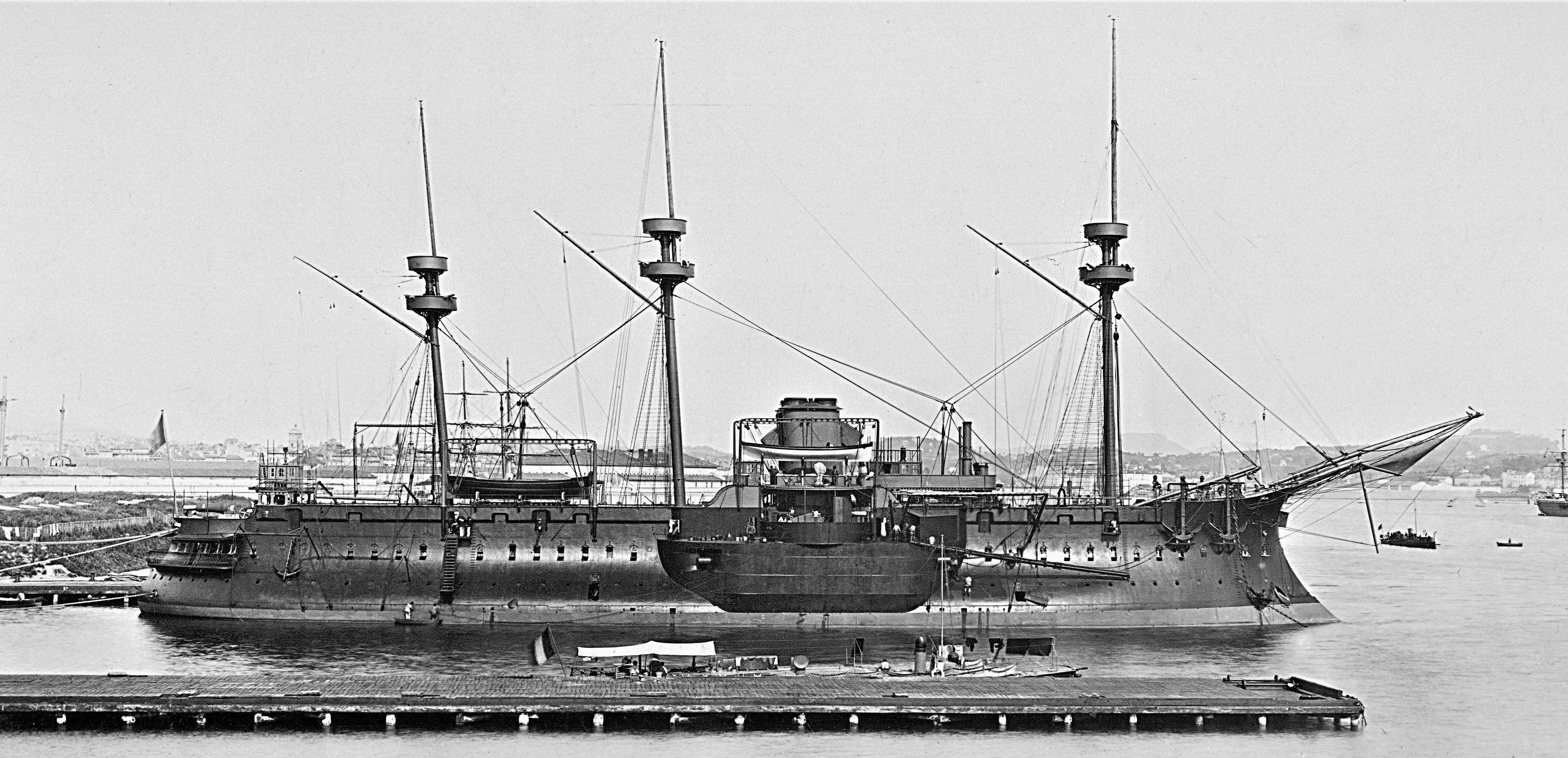
A Redoutable francia központi üteges csatahajó 1889-ben, már vitorlák nélkül
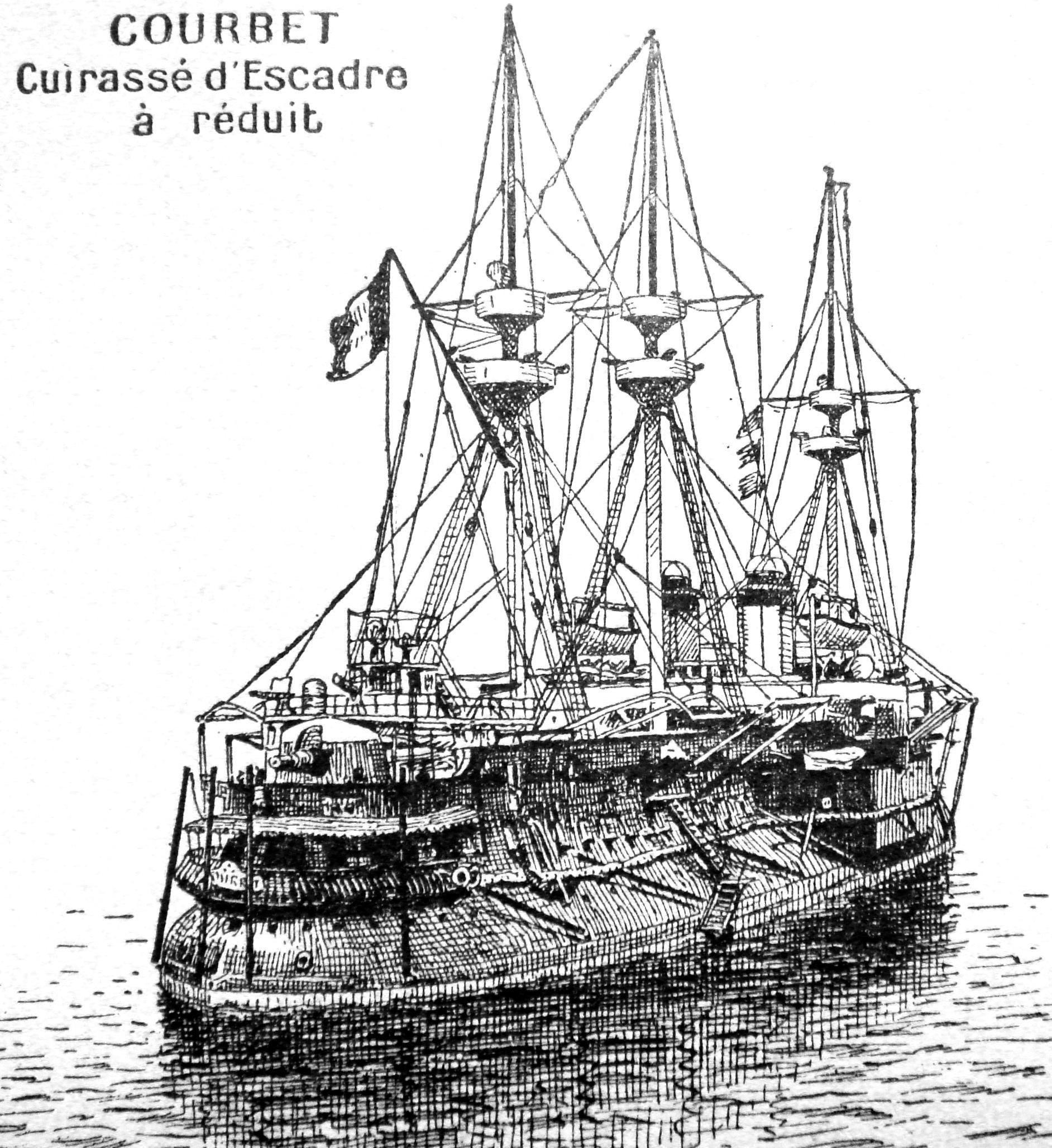
A Dévastation osztályú Courbet francia központi üteges csatahajót ábrázoló rajz

### Hajtómű
Az Amiral Duperré 1 db háromszoros expanziós gőzgéppel és 12 kazánnal épült, a hajtómű teljesítménye 7300 LE. A hajó maximális sebessége 14 csomó, hatótávolsága pedig 2850 tengeri mérföld volt 10 csomós sebesség mellett. Kéményei párhuzamosan, egymás mellett kerültek elhelyezésre.

### Fegyverzet
Az Amiral Duperré fő fegyverzete 4 db (4x 1) 340 mm L/18 M1875 ágyúból állt, továbbá rendelkezett 1 db (1 x 1) 165 mm L/28 M1881 löveggel, 14 db (14 x 1) 139 mm L/21 M1870 ágyúval, 18 db (18 x 1) 37 mm L/20 M1885 löveggel, valamint 4 db (4 x 1) 350 mm-es torpedó vetőcsővel is. A 165 mm L/28 ágyú a hajóorrban, a 14 db 139 mm L/21 löveg pedig hagyományos oldalütegsorban lett elhelyezve. Az 1890-es években az Amiral Duperré-t modernizálták. Többek között új fő fegyverzetet, korszerűbb, 3 db (3 x 1) 340 mm L/21 M1881 nehézlöveget, valamint 4 db (4 x 1) 165 L/28 M1881 ágyút, továbbá 2 db (2 x 1) 65 mm L/50 M1891, valamint 22 db (22 x 1) 47 mm L/40 M1885, és 18 db (18 x 1) 37 mm L/20 M1885 löveget kapott.

### Páncélzat
Az Amiral Duperré vértezete kovácsolt vasból készült. A hajó erős, de keskeny övpáncéljának maximális vastagsága 560 mm hajótest közepén, ennek alsó szegélye 400 mm-re vékonyodott, az orr és a tat felé az öv 250 mm-esre csökkent, az ellenséges hajók meglékelésére (kosolás) megerősített hajóorrnál pedig 150 mm-es volt. Az öv szélessége 2.5 m, ebből 2 m a víz alatti, 0.5 m a víz feletti rész. A magas hajóoldalak az övvért fölött teljesen védtelenek maradtak. A talapzatuktól a felső fedélzetig 8.5 m magas barbetták csak a tetejükön, azaz a felső fedélzetnél kaptak 300 mm-es vértezetet, a lövedékek lőszerfelvonó aknáját 100 mm-es páncéllemez oltalmazta. A 60 mm-es páncélfedélzet az övvért tetején feküdt 18 mm-es alapzaton. A tattól és az orrtól egyaránt 15 m-re kezdődően 16 keresztben, vagy hosszában futó vízmentes kamra került kialakításra, jelentősen javítva a hajó sérülés utáni úszóképességét. A parancsnoki harcálláspontot 40 mm-es vértezet, a fő lövegeket pedig 50 mm-es könnyű, a repeszektől szemből, oldalról és felülről egyaránt védő lövegpajzs oltalmazta. Összességében a páncélzat messze nem érte el a kortárs brit csatahajók képviselte színvonalat.